# La quinta hoja del trébol
La quinta hoja del trébol fue una serie colombiana realizada en 1992 por la productora Coestrellas. Fue protagonizada por la primera actriz Celmira Luzardo. La historia fue escrita por Bernardo Romero Pereiro y adaptada para la televisión por Fernando Gaitán y Claudia Amparo Forero.

## Sinopsis
La historia inicia cuando al país llega una mujer a rentar un lujoso apartamento, todos creen que se llama Elisa, así lo hace saber e informa que lo compartirá con tres amigas que irán llegando paulatinamente. Ellas son: Elisa Márquez, atractiva, descomplicada y jovial, vive pendiente de la moda y las dietas, aparentemente no tiene problemas, se relaciona con el médico cirujano Manuel Fontalvo (Felipe González) quien tiene un pasado oscuro que lo atormenta, se comporta como un hombre nervioso, receloso. Al conocer a Elisa la considera una intrusa. Emilia Jordán de Sardi; amorosa, sensible y comprensiva, habla demasiado y es muy conservadora, pero atractiva que ayuda con escotes profundos, usa un perfume peculiar, cuyo olor enloquece a Miguel Jiménez (Germán Quintero), es el gerente de un banco, de poco carácter, monigote de su tío el poderoso Armando Jiménez (Gustavo Angarita), se convirtió en el sirviente de su tío, se enamora loca y perdidamente de Emilia, mientras ella solo muestra un simple interés. Elena Sanmartín, envejecida por su apariencia y forma de ser, misteriosa, usa enormes gafas que solo se quita para mirar a quien desea destruir, de pocas palabras, pero certera, perceptiva y persuasiva; su aspecto en general es el de una mujer apocada. Se relaciona con el abogado Claudio Ballen (Jaime Velásquez), a quien contrata para que le recupere una herencia. Él siempre recurre a métodos no muy sanos para ganar sus casos, aunque aparenta ser intachable. Erika Santana, adinerada, ambiciosa, sofisticada y superflua, solo vive por el dinero, es muy estricta en asuntos de negocios; generalmente maquiavélica para cumplir sus propósitos; asegura estar sola porque ningún hombre le ha dado la talla por eso logra acercarse a Sebastián Sarria (Guillermo Gálvez), elegante, atractivo, infiel, ambicioso, casado con una mujer mucho mayor que él, solo por interés pues su esposa Victoria Lombardi (Consuelo Moure), es propietaria de varias procesadoras de cuero. En medio de todas estas mujeres está Camilo (Gustavo Franco) el vecino de ellas y quien está enamorado de Elisa, aunque desde el principio intuye la verdad de que las cuatro mujeres son la misma persona. Le saldrá bastante costoso y penoso conocer esta verdad.
Estas cuatro mujeres son invención de Eugenia Cantor, la verdadera mujer que conforma la quinta hoja del trébol y quien al final es la que resuelve el misterio sobre la presencia de las enigmáticas mujeres. Transmutándose constantemente para materializar una venganza, producto del pasado y que tenía pendiente cobrar desde hace 20 años.
Cuando llega al final de su objetivo destructor y sentirse triunfante, un asombroso e inesperado final le espera.

## Elenco
- Celmira Luzardo - Eugenia Cantor (Elisa Márquez / Emilia Jordán de Sardi / Elena Sanmartín / Erika Santana)
- Guillermo Galvez - Sebastián Sarria
- Germán Quintero - Miguel Jiménez
- Felipe Gonzalez - Manuel Fontalvo
- Jaime Velásquez - Claudio Ballen
- Gustavo Angarita - Armando Jiménez
- Consuelo Moure - Victoria Lombardi
- Gustavo Franco - Camilo
- Natalia Giraldo
- Gustavo Corredor
- Ana María Arango - Dolores
- Jacqueline Henríquez
- Pedro Calvo - Sebastián Sarria Jr.
- Julio del Mar
- Paola Vanegas
- Rafael Gómez